# Uileacu de Beiuș
Uileacu de Beiuș is een Roemeense gemeente in het district Bihor.
Uileacu de Beiuș telt 2336 inwoners.
De hoofdkern heeft een in meerderheid Hongaarse bevolking: Van de in totaal 568 inwoners waren er in 2011 200 Roemenen en 347 Hongaren.